# Journal of Applied Volcanology
 (mai 2020).
Le Journal of Applied Volcanology est une revue scientifique, l'une des principales publications en matière de volcanologie.